# Zelotes gracilis
Zelotes gracilis är en spindelart som först beskrevs av Giovanni Canestrini 1868.  Zelotes gracilis ingår i släktet Zelotes och familjen plattbuksspindlar. Inga underarter finns listade i Catalogue of Life.